# Coyolar
Coyolar es un distrito del cantón de Orotina, en la provincia de Alajuela, de Costa Rica.

## Geografía
Coyolar cuenta con un área de 36,48 km² y una altitud media de 174 m s. n. m.

## Demografía
Para el año 2022, Coyolar cuenta con una población estimada de 7581 habitantes, y para el último censo efectuado, en 2011, Coyolar contaba con una población de 5912 habitantes.

## Localidades
- Barrios: Corazón de María.
- Poblados: Bajos del Coyote, Cebadilla, Guápiles, Limonal, Mangos, Mollejones, Piedras de Fuego, Pozón, Huacas, San Jerónimo, Santa Rita Nueva, Santa Rita Vieja, Campo Claro, Cerro Alto, Cerro Bajo, El Vivero.

## Transporte

### Carreteras
Al distrito lo atraviesan las siguientes rutas nacionales de carretera:
- Ruta nacional 27
- Ruta nacional 34
- Ruta nacional 757